# Недзьведзиці
Недзьведзіце (пол. Niedźwiedzice, нім. Bärsdorf-Trach) — село в Польщі, у гміні Хойнув Леґницького повіту Нижньосілезького воєводства.
Населення — 564 особи (2011).
У 1975-1998 роках село належало до Легницького воєводства.

## Демографія
Демографічна структура станом на 31 березня 2011 року:
|          | Загалом | Допрацездатний вік | Працездатний вік | Постпрацездатний вік |
| -------- | ------- | ------------------ | ---------------- | -------------------- |
| Чоловіки | 271     | 59                 | 194              | 18                   |
| Жінки    | 293     | 64                 | 160              | 69                   |
| Разом    | 564     | 123                | 354              | 87                   |